# NGC 925
NGC 925 é uma galáxia espiral barrada (SBcd) localizada na direcção da constelação de Triangulum. Possui uma declinação de +33° 34' 44" e uma ascensão recta de 2 horas, 27 minutos e 16,8 segundos.
A galáxia NGC 925 foi descoberta em 13 de Setembro de 1784 por William Herschel.